# ボティス

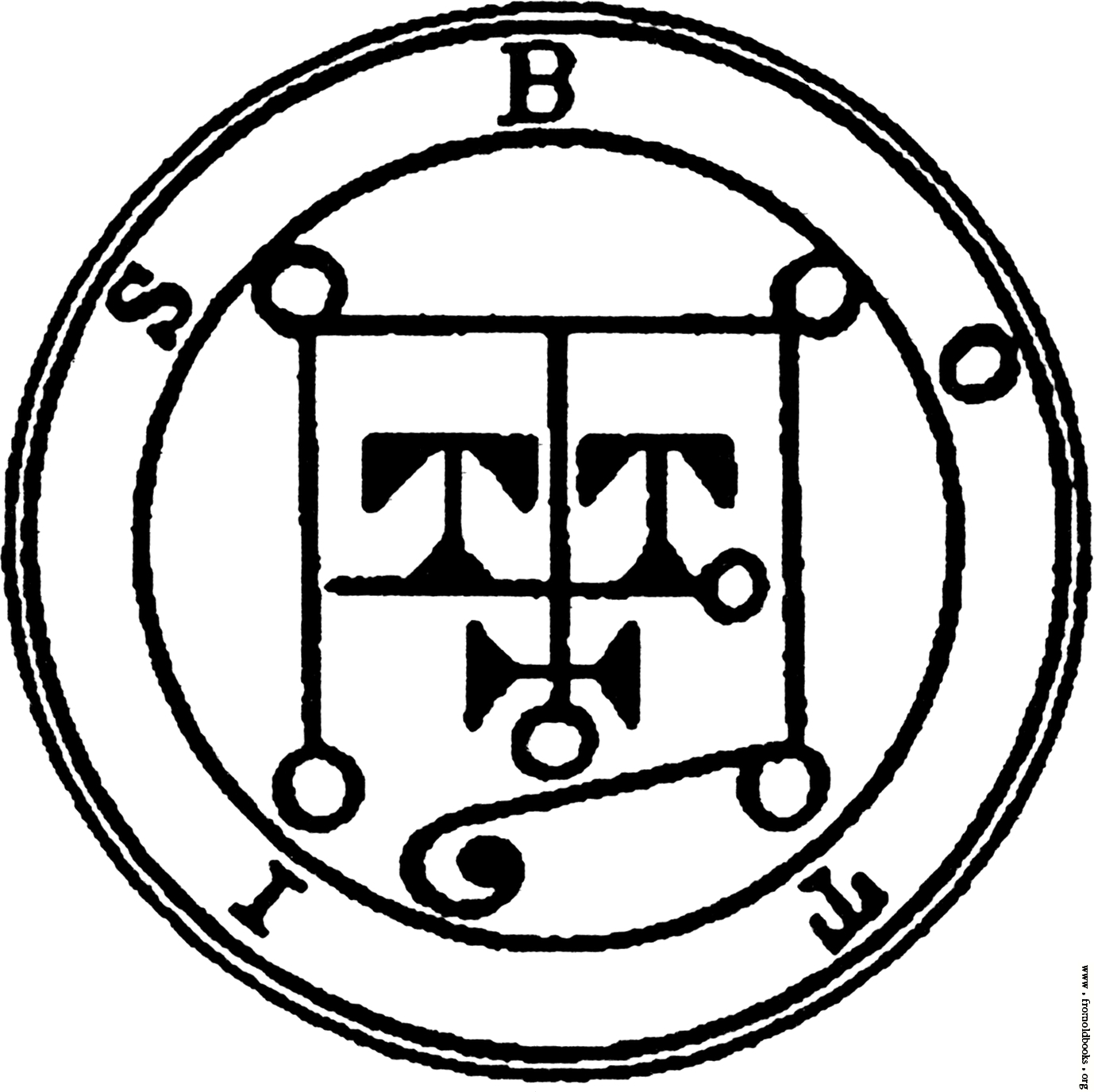
ゴエティアに記載されたボティスのシジル

ボティス（Botis）またはオティス（Otis）は、悪魔学における悪魔の一人。

## 概要
『ゴエティア』によると、60の軍団を率いる序列17番の地獄の大総裁にして伯爵とされる。
『大奥義書』によればアガリアレプトの配下にあるという。
『ミュンヘン降霊術手引書』ではオティウス（Otius）という名前で紹介されており、36の軍団を率いるという。
召喚者の前に蛇の姿で現れ、現在・過去・未来の知識を与える。他には争いごとを調停する力を持つといわれる。召喚者が望めば、鋭い剣を持ち、大きな牙と二本の角を生やした人間に似た姿になるという。